# Lavorazione delle foglie di palma

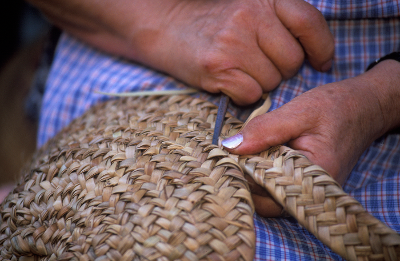
Lavorazione delle foglie di palma

La lavorazione delle foglie di palma è una tecnica artigianale che si basa sull'uso di foglie di palma recise e intrecciate tra di loro. Le palme intrecciate vengono in particolare utilizzate in Europa meridionale nell'ambito del rito della domenica delle palme, giorno in cui Gesù, secondo la tradizione cristiana, fece il suo ingresso a Gerusalemme, accolto dal popolo con rami di palma.

## Raccolta

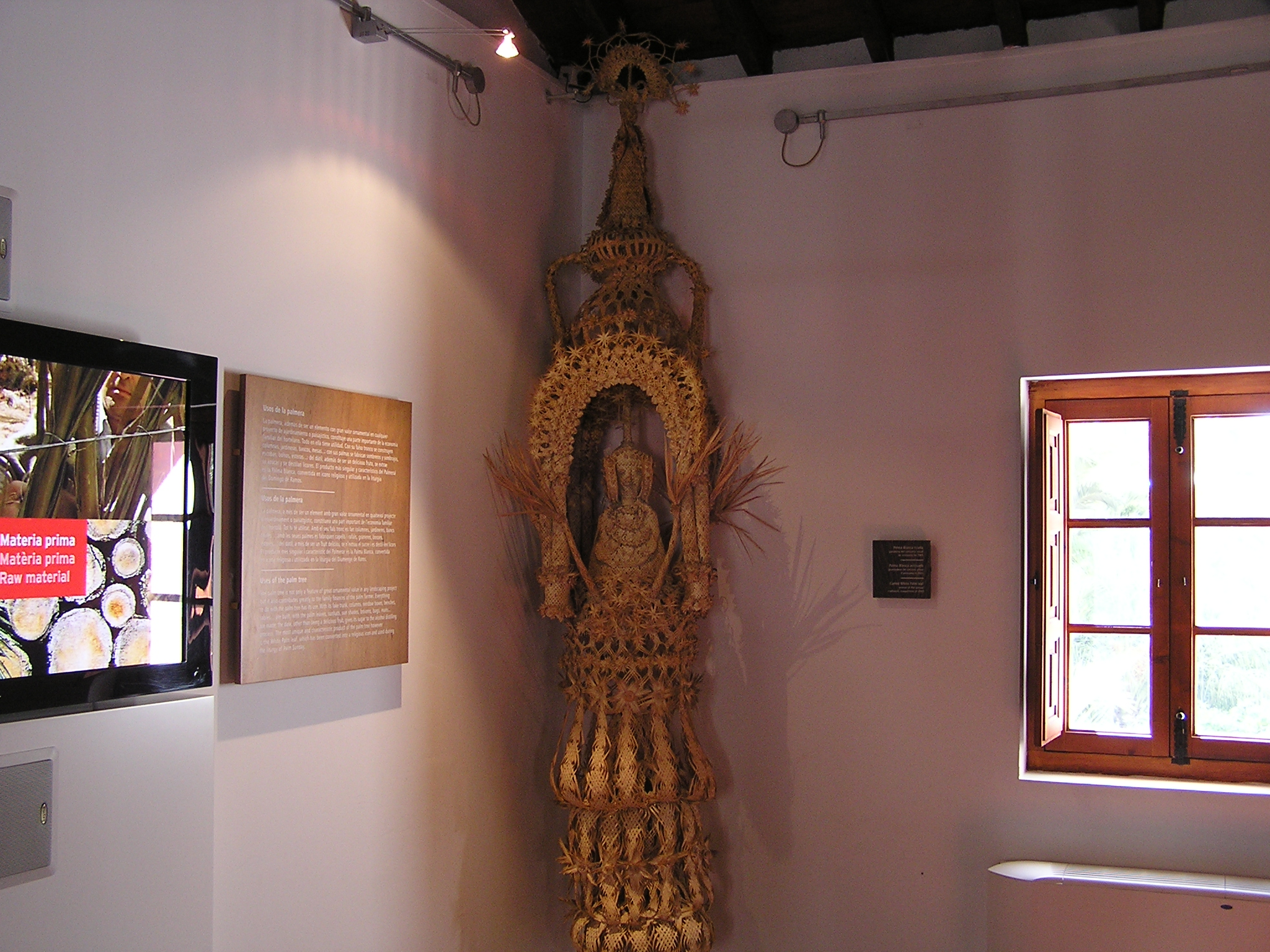
Oggetto liturgico in palme intrecciate esposto al museo di Elche

la materia prima per questo tipo di lavorazione sono le foglie di palma, larghe e dalla punta acuminata, che si sviluppano a ventaglio a partire dal peduncolo che le collega al tronco. La raccolta di queste foglie è un lavoro che richiede attenzione per non rovinare l'albero; si utilizzano in genere piante selvatiche. L'epoca più adatta alla raccolta è la fine dell'estate. 

## Oggetti di uso comune in foglie di palma
Tra gli utensili e gli oggetti che con diverse tecniche lavorative vengono abitualmente creati a partire dalle foglie di palma si possono ricordare:
- Casalinghi:
  - contenitori per alimenti,

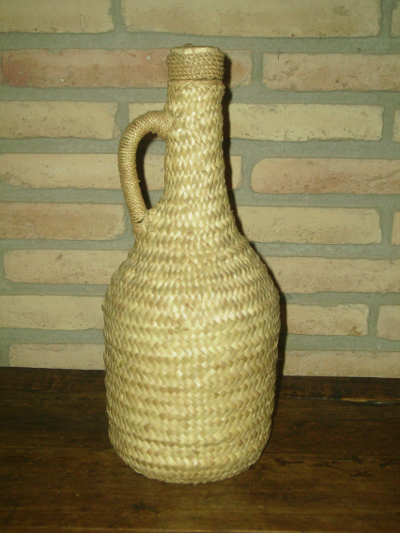
Bottiglia foderata con foglie di palma

  - ceste e cestini per il trasporto di altri oggetti,
  - scope, a volte con il manico in legno,
  - utensili per ravvivare il fuoco,
  - stuoie e tappeti,
  - sedili e sgabelli,
  - culle per bambini.
- Utensili agricoli:
  - copricapi per uomini e animali,
  - ceste da appendere al collo degli animali per metterci il mangime,
  - sporte di diverse forme e funzioni, in particolare per animali da soma.

## Diffusione

### Italia

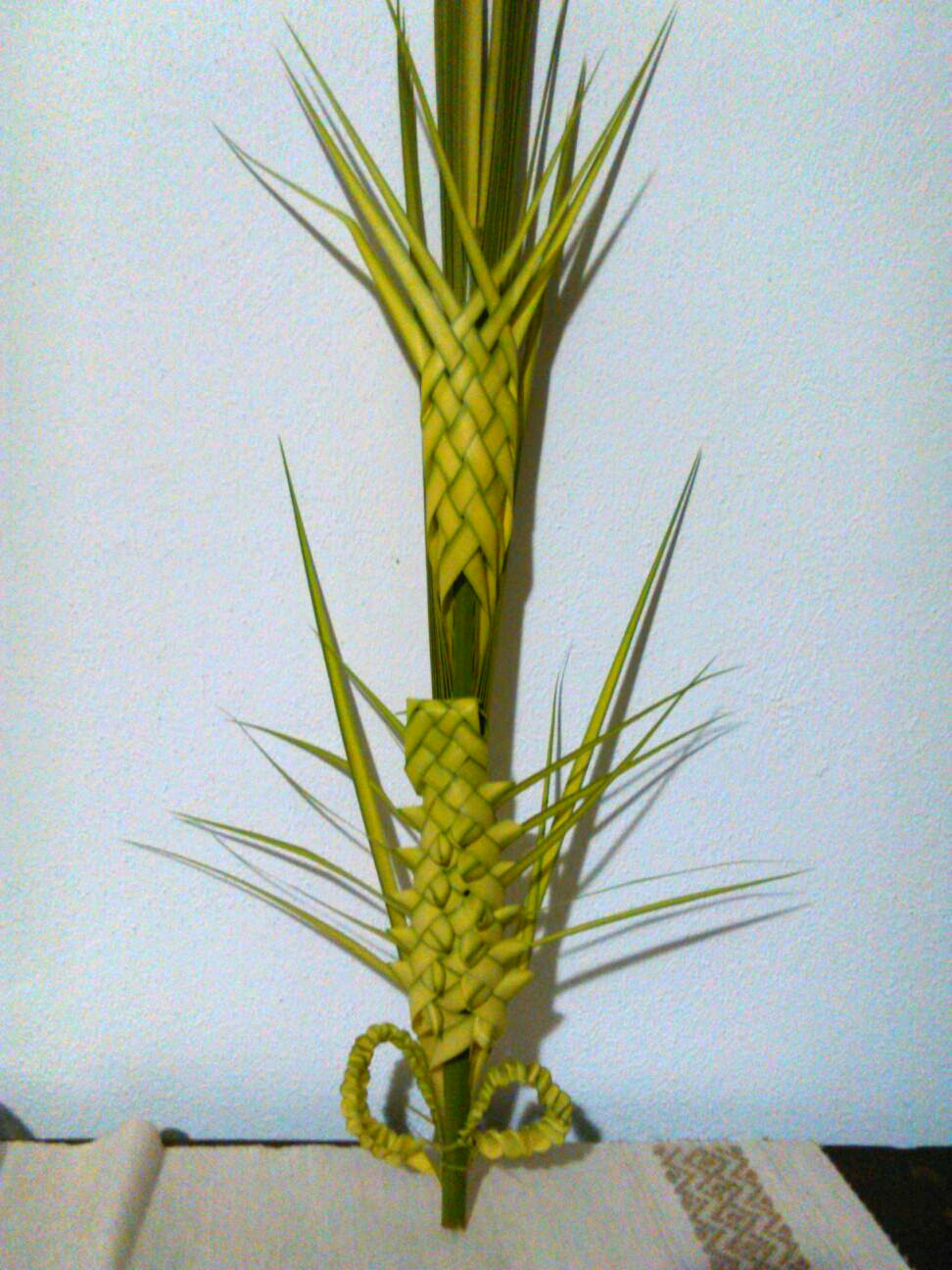
Sa pramma pintada: intreccio con due rigonfiamenti

#### Liguria
La produzione di manufatti di palma intrecciata è anche diffusa in Liguria. In particolare a Bordighera sono tipici i Palmureli, palme intrecciate che vengono benedette la Domenica delle Palme e che gli artigiani locali forniscono da secoli al Vaticano per questa celebrazione.

#### Sardegna
Sa pramma pintada («la palma intrecciata») è un oggetto rituale tradizionale formato da rami di palma recisi e intrecciati, in uso nella domenica delle palme. L'arte dell'intreccio in Sardegna, nata dalla lavorazione di piante spontanee adatte a questo trattamento (è usata fin dalla preistoria la palma nana), si sviluppò in origine per necessità familiari e in particolare per la realizzazione di oggetti d'uso quotidiano, affermandosi in seguito anche nel culto religioso. A differenza di quelli per la famiglia, gli intrecci eseguiti a fini religiosi erano occasione di lavoro in gruppo per gli intrecciatori.

### Spagna
Anche in Spagna i manufatti di palme intrecciata hanno una lunghissima tradizione. A Elche, nel locale Museu del Palmeral,  esistono sezioni dedicate a questa produzione tipica

### Libia
In vari paesi africani le foglie di palma vengono utilizzate per produrre oggetti di uso comune. In particolare in Libia alcuni centri abitati si sono nel tempo specializzati nella produzione di borse, cesti e stuoie utilizzando questo materiale.